# SL Benfica (volleybalclub)
Sport Lisboa e Benfica is een omnisportvereniging uit Lissabon, met een volleybaltak onderdeel van S.L. Benfica. Benfica is een topclub in Portugal en komt uit in de Portugese Volleybal competitie A1.

## Prijzen
- Landskampioen (5)

1981, 1991, 2005, 2013, 2014
- Beker winnaar (14)

1966, 1974, 1975, 1978, 1979, 1980, 1990, 1992, 2005, 2006, 2007, 2011, 2012
- Supercup winnaar (4)

1990, 2011, 2012, 2013

## Selectie

### Heren
Manager: José Jardim ( POR)
| No. | Naam            | Land | Positie |
| --- | --------------- | ---- | ------- |
| -   | Marcilio Silva  | BRA  |         |
| -   | Joel Perosa     | BRA  |         |
| -   | Manuel Silva    | POR  |         |
| -   | Marco Ferreira  | POR  |         |
| -   | Marco Cabacinha | POR  |         |
| -   | Pedro Fiuza     | POR  |         |
| -   | Antonio Silva   | POR  |         |
| -   | Carlos Fidalgo  | POR  |         |
| -   | João Dias       | BRA  |         |
| -   | Aureliano Silva | BRA  |         |
| -   | André Lopes     | POR  |         |
| -   | João Vicente    | POR  |         |
| -   | André Lukianetz | BRA  |         |
| -   | Carlos Teixeira | POR  |         |